# Marinduque
Marinduque est une île et une province des Philippines faisant partie de la Région de Mimaropa. Elle est située en mer des Philippines, plus précisément dans la mer de Sibuyan, entre l'île de Mindoro et la presqu'île de Bondoc sur l'île de Luçon.
La province a 234 521 habitants au recensement de 2015 pour une superficie de 959 km2. Elle est subdivisée en six municipalités.
Le point culminant de l'île est le mont Marinduque Malindig (anciennement appelé Mont Marlanga), un stratovolcan potentiellement actif avec une altitude de 1 157 mètres à la pointe sud de l'île.
L'île fut marquée en 1996 par la catastrophe de Marcopper, la rupture d'une retenue de résidus miniers entraînant la fermeture de la mine.

## Villes et municipalités
Municipalités
- Boac, capitale de la province
- Buenavista
- Gasan
- Mogpog
- Santa Cruz
- Torrijos